# Zubovka
Zubovka (en rus: Зубовка) és un poble de l'óblast de Saràtov, a Rússia, segons el cens del 2010 tenia 25 habitants. Pertany al districte municipal d'Atkarsk.